# 浦東路駅 (長春市)
浦東路駅（ほとうろえき）は、中華人民共和国吉林省長春市南関区に位置する長春軌道交通4号線の駅である。

## 歴史
- 2011年6月30日:開業。

## 隣の駅
長春軌道交通
■ 4号線
海口路駅 - 浦東路駅 - 威海路駅